# كفر ثلث
كفر ثلث بلدة فلسطينية في محافظة قلقيلية شمالي الضفة الغربية. يبلغ عدد سكانها حوالي 5,606 نسمة حسب التعداد العام للسكان عام 2017. وهي من القرى التي احتلتها إسرائيل خلال حرب 1967. تبع لها التجمع السكاني عرب الخولة.

## الجغرافيا

تقع بلدة كفر ثلث في وسط فلسطين، في الجزء الشمالي الغربي من الضفة الغربية، إلى الجنوب الشرقي من مدينة قلقيلية. يحيط بها من الشرق بلدة دير استيا، ومن الشمال بلدة عزون، ومن الغرب بلدة عزبة الأشقر، أما من الجنوب فيحدها بلدتي بديا وسنيريا.

## التاريخ
عُثر على قطع أثرية تعود إلى العصور الهلنستية، والرومانية، البيزنطية في البلدة.

### العهد العثماني
تبعت كفر ثلث إلى الإمبراطورية العثمانية في عام 1517 مع كل فلسطين، وكانت تتبع ولاية شرق بيروت في الشام. في عام 1596 ظهر لأول مرة اسم كفر ثلث في سجلات الضرائب العثمانية، حيث دفعوا معدل ثابت للضريبة بنسبة 33,3٪ على المنتجات الزراعية المختلفة، مثل القمح، والشعير، والمحاصيل الصيفية، والزيتون، والماعز، وخلايا النحل. عام 1882، أجرى صندوق استكشاف فلسطين الغربية مسحاً للبلدة ووصفها بأنها «بلدة صغيرة على أرض مرتفعة، بها بئرين».

### الانتداب البريطاني
في عام 1917، سقطت كفر ثلث بيد الجيش البريطاني، ودخلت البلدة مع باقي فلسطين مظلة الانتداب البريطاني على فلسطين عام 1920 حتى وقوع النكبة.
أجرت سلطات الانتداب البريطاني تعدادا عاما للسكان عام 1922، وقد بلغ عدد السكان حوالي 643 نسمة جميعهم مسلمين، ثم تزايد العدد حتى وصل إلى 955 نسمة جميعهم مسلمين في تعداد عام 1931.

### الحكم الأردني
في أوائل خمسينيات القرن العشرين أتبعت كفر ثلث للحكم الأردني بين حربي 1948 و1967، وكان عدد سكانها آنذاك حوالي 1,213 نسمة عام 1961.

### النكسة
سقطت كفر ثلث في يد الاحتلال بعد حرب النكسة.

### السلطة الفلسطينية
بعد تأسيس السلطة الفلسطينية، قسمت أراضي البلدة إلى قسمين: الأول شكل حوالي 10.7% من المساحة الكلية للبلدة، وعرف باسم المنطقة «ب»، بينما القسم الآخر والذي يشكل النسبة المتبقية عرف باسم المنطقة «ج».

## السكان
| السنة      | (1922) | (1931) | (1961) | (تعداد 2007) | (2017) |
| ---------- | ------ | ------ | ------ | ------------ | ------ |
| عدد السكان | 643    | 955    | 1,213  | 3,874        | 5,606  |

## مؤسسات البلدة
يدير كفر ثلث مجلس بلدي. يوجد في البلدة مركز شرطة، وعيادة صحية حكومية وعدة مدارس حكومية، بالإضافة إلى عدة مساجد، مؤسسات مجتمعية كالنادي النسوي، والنادي الرياضي وجمعية خيرية.

## الاقتصاد

### الزراعة
تعد الزراعة القطاع الاقتصادي الرئيسي في البلدة، تنتج البلدة محاصيل الزيتون، والتين، واللوز، والعدس، والقمح وبعض الخضراوات. لكن التوسع العمراني للبلدة والتوسع في البنية التحتية وفتح الشوارع قلص المساحات المزروعة من الأراضي الزراعية.

## التجمعات السكانية التابعة
يتبع لكفر ثلث تجمع سكاني يُدعى عرب الخولة، بلغ عدد سكانه نحو 11 نسمة في عام 2017.

## وصلات خارجية
- صفحة بلدة كفر ثلث في موقع فلسطين في الذاكرة.
- صورة جوية للبلدة.